# فابیوس ماکسیموس

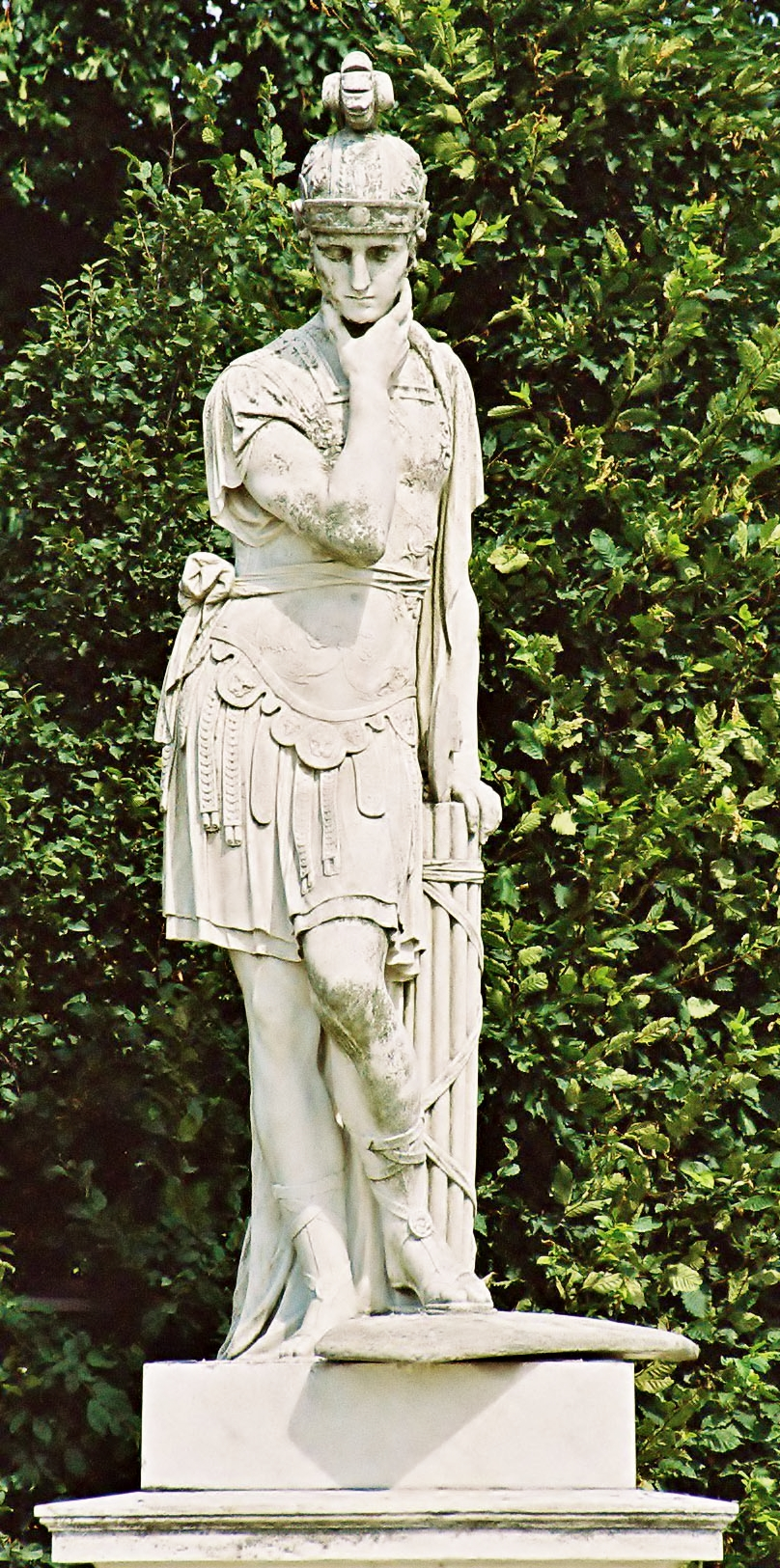
دیکتاتور رومی کوئینتوس ماکسیموس فابیوس واریکوسس، ملقب به کونکتاتور (معطل یا تأخیرکننده)

کوئینتوس فابیوس ماکسیموس وروکوسوس Quintus Fabius Maximus Verrucosus
 یک سیاستمدار برجسته جمهوری روم بود که در روم و در حدود ۲۸۰ قبل از میلاد به دنیا آمد و در همان شهر و به تاریخ ۲۰۳ قبل از میلاد درگذشت. ماکسیموس برای ۵ مرتبه به درجهٔ کنسولی روم نائل گردید (سال‌های ۲۳۳، ۲۲۸، ۲۱۵، ۲۱۴ و در نهایت ۲۰۹ قبل از میلاد)، وی همچنین دو مرتبه ــ در ۲۲۱ و مجدداً در ۲۱۷ پیش از میلاد ــ به منصب دیکتاتور دست‌یافت و همچنین در ۲۳۰ قبل از میلاد عهده‌دار منصب کنسور بود. ماکسیموس ملقب به کونکتاتور بود که در زبان لاتین به معنی معطل و درنگ کننده می‌باشد و انتساب این لقب به او به مناسبت راهبرد نظامی تاخیری‌اش در اعزام سربازان در طول دوران جنگ دوم کارتاژی بود، از این سردار برجسته رومی به عنوان پدر جنگ‌های چریکی هم یاد می‌شود چرا که مبدع تاکتیک حمله و هدف قرار دادن خطوط تدارکاتی دشمن در زمان نبرد بود که به نوبهٔ خودش در آن زمان ترفندی جدید و نوظهور بود.